# Cine Atlantic
El Cine Atlantic (en polaco: Kino Atlantic) es un cine de Varsovia, Polonia notable por ser el más antiguo aún en funcionamiento en esa ciudad. Se encuentra en la Calle Chmielna 33 en el distrito de Śródmieście. Fue abierto al público en 1930 como un cine de lujo con boletos caros. Como el único cine en Varsovia que sobrevivió a la Sublevación de Varsovia, fue renovado después de la Segunda Guerra Mundial. A principios de 2000 fue reconstruido y actualmente alberga 4 pantallas y 794 asientos.